# 실록 김두한
"실록 김두한"은 1974년 공개된 대한민국의 영화이다.

## 배역
- 이대근
- 남궁원
- 고은아
- 허장강
- 이대엽
- 최봉
- 최성호
- 염마리
- 서한나
- 최인숙
- 이순재
- 황정순
- 이우평
- 이일웅
- 백일섭
- 김남일
- 김성원
- 김영인
- 최재호
- 김상순